# アンディ・ミリガン
アンディ・ミリガン Andy Milligan（セントポール (ミネソタ州)出身、1929年1月31日 - 1991年6月3日）は、アメリカ合衆国の劇作家、映画脚本家、映画監督。1963～1990年にかけて27本の映画を製作。ミリガンは1991年にロサンゼルス（カリフォルニア州）でエイズにより62歳で死去した。

## 人物
ミリガンは、独学の映画製作者であること、彼の映画における創造的活動（映画撮影技術と衣裳デザインを含む）から、アウトサイダー・アーティストと呼ぶのがふさわしいと言える。ミリガンの映画の多くは、テーマとして罪と罰、家族関係、抑圧された性、身体的奇形を俎上にのせている（例えば『Fleshpot on 42nd Street 』(1973年)、『呪いの館/満月に吠えるムーニィ家の惨劇 (The Rats Are Coming! The Werewolves Are Here!) 』(1973年)、『Guru, the Mad Monk 』(1970年)、『Gutter Trash 』(1969年)、『アンディ・ミリガンのガストリー・ワンズ (The Ghastly Ones) 』(1968年)、『Depraved! 』(1967年)、『The Naked Witch 』(1964年) 等）。ミリガンの初期の作品の大部分は、失われたと考えられている。
1960年代に、ミリガンはオフ・オフ・ブロードウェイの劇場、カフェ・チーノにおいてロード・ダンセイニとジャン・ジュネの戯曲による演劇の上演に熱中していた。同時期、彼は「アドリブ」と呼ばれるブティックでデザイナーも務めていた。ミリガンは、カフェ・チーノとアドリブがつぶれた後、映画を製作し始めた。彼の最初の映画は『Vapors 』(1963年) という、同性愛者の公衆サウナで撮影された、ホープ・スタンバリー (Hope Stansbury)の脚本による短編であった。映画（16mmモノクロームで撮影された）は、面識のない2人の人間の感情的にはぎこちない、性的接触に至る親密な瞬間を描写する。俳優のうちの1人は短時間全裸で登場したが、その場面は後に検閲され削除された。ミリガンは後にエクスプロイテーション映画の製作者たちに雇用され、ソフトコアのエロティック映画とホラー映画を監督した。

## 監督作品
- 1990年 - 『Surgikill 』
- 1989年 - 『Monstrosity 』
- 1989年 - 『The Weirdo 』
- 1983年 - 『ホラーメイカー アンディ・ミリガン/激惨!血に飢えた館 (Carnage) 』
- 1979年 - 『House of Seven Belles』（未完）
- 1978年 - 『Legacy of Blood 』
- 1974年 - 『Blood 』
- 1972年 - 『Fleshpot on 42nd Street 』
- 1972年 - 『ザ・マン・ウィズ・ツー・ヘッズ (The Man with Two Heads) 』
- 1972年 - 『呪いの館/満月に吠えるムーニィ家の惨劇 (The Rats Are Coming! The Werewolves Are Here!) 』
- 1971年 - 『Dragula 』（紛失）
- 1970年 - 『The Body Beneath 』
- 1970年 - 『Guru, the Mad Monk 』
- 1970年 - 『血に飢えた断髪魔/美女がゾクゾク人肉パイに (Bloodthirsty Butchers) 』
- 1969年 - 『拷問の密室/伯爵の淫らな毒牙は鮮血にまみれた (Torture Dungeon) 』
- 1969年 - 『Nightbirds 』（紛失）
- 1968年 - 『Gutter Trash 』（紛失）
- 1968年 - 『Seeds 』
- 1968年 - 『The Filthy Five 』（紛失）
- 1968年 - 『Tricks of the Trade 』（紛失）
- 1968年 - 『アンディ・ミリガンのガストリー・ワンズ (The Ghastly Ones) 』
- 1968年 - 『Kiss Me, Kiss Me, Kiss Me! 』（紛失）
- 1967年 - 『Depraved! 』（紛失）
- 1967年 - 『Liz 』（紛失）
- 1967年 - 『The Degenerates 』（紛失）
- 1967年 - 『Compass Rose 』（紛失）
- 1964年 - 『The Naked Witch 』（紛失）
- 1963年 - 『Vapors 』